# Rogerio Haesbaert
Rogerio Haesbaert (São Pedro do Sul, 31 de maio de 1958) é um geógrafo humano brasileiro focado nos conceitos de território e região. 
Nascido no interior do Rio Grande do Sul, numa família de agricultores de ascendência alemã e portuguesa, realizou seu curso secundário e sua formação universitária em Geografia (licenciatura e bacharelado) em Santa Maria. Mudou-se para o Rio de Janeiro nos anos 1980 para cursar o mestrado em Geografia na UFRJ, orientado por Bertha Becker e onde foi aluno e realizou pesquisas com o geógrafo Milton Santos. Seu doutorado foi no programa de Geografia Humana da USP, sob orientação de Heinz Dieter Heidemann, com "bolsa sanduíche" de um ano no Instituto de Estudos Políticos de Paris, com o geógrafo francês Jacques Lévy. Seu pós-doutorado foi realizado na Open University, na Inglaterra, sob supervisão da geógrafa inglesa Doreen Massey, de quem traduziu para o português o livro For Space/Pelo Espaço.
Desde 1986 é professor no Instituto de Geociências da Universidade Federal Fluminense onde é diretor do Núcleo de Estudos Território e Resistência na Globalização (NUREG). Faz parte do corpo docente do curso de pós-graduação em Políticas Territoriales y Ambientales da Universidade de Buenos Aires. Foi professor visitante na Open University (2003), na Universidade de Toulouse-Le-Mirail (2009), na Universidade de Buenos Aires (2010), na Universidade de Paris VIII (2011), na Universidade de Tucumán (2013) e no Centro Regional de Investigaciones Multidisciplinarias da UNAM em Cuernavaca, México (2013).
Nos seus estudos, Haesbaert analisa o entrelaçamento entre territorialização e desterritorialização, territorialidade e identidade, operando com autores modernos como Gramsci e pós-estruturalistas como Foucault e Gilles Deleuze.  As questões que Haesbaert coloca têm implicações para a geopolítica tradicional. Haesbaert, inspirado em Gramsci e Bourdieu, amplia a concepção de poder (também simbólico) e, consequentemente, de território (que inclui os microterritórios, numa abordagem foucaultiana). Trabalha com as lógicas zonal e reticular de organização do espaço, definidoras de territórios-zona e territórios-rede. Insere na construção do espaço também a "i-lógica" do que denomina "aglomerados", situação marcada sobretudo pelos processos de desterritorialização - que, num sentido social, envolve não só a genérica destruição de territórios (para sua reconstrução em outras bases), mas, antes, a precarização territorial dos grupos subalternos. Contribuiu também, junto com Marcos Mondardo, com o conceito de transterritorialidade, propondo uma interpretação geográfica e territorial dos fenômenos de transculturalidade trabalhados pelo antropólogo Fernando Ortiz, e combinando-o com o hibridismo da antropofagia de Oswald de Andrade.
Haesbaert foi cofundador da revista GEOgraphia, disponível on-line em www.uff.br/geographia. Uma contribuição relevante da revista, em sua sessão Nossos Clássicos, tem sido a de traduções de geógrafos até aqui inéditas no Brasil. Em certas traduções Haesbaert teve participação mais direta, como em alguns artigos de Paul Vidal de la Blache que depois deram origem ao livro "Vidal, Vidais", organizado juntamente com Sergio Nunes e Guilherme Ribeiro.

## Publicações
- RS: Latifúndio e Identidade Regional. Porto Alegre: Mercado Aberto, 1988.
- Blocos Internacionais de Poder. São Paulo: Contexto. 1990.
- China: entre o Oriente e o Ocidente. São Paulo: Ática. 1994.
- Des-territorialização e Identidade: a rede "gaúcha" no Nordeste. Niterói: EdUFF. 1997. Acesso em: http://www.eduff.uff.br/index.php/catalogo/livros/909-des-territorializacao-e-identidade
- Globalização e Fragmentação no mundo contemporâneo (organizador e autor de 2 artigos). Niterói: EdUFF. 1998 (reedição amplamente reformulada: Editora da UFF, 2013).
- Territórios Alternativos. São Paulo e Niterói: Editora Contexto e EdUFF, 2002.[8] ISBN 978-85-7244-202-2
- O mito da desterritorialização: do “fim dos territórios” à multiterritorialidade. Rio de Janeiro: Bertrand Brasil, 2004. ISBN 8528610616
- El mito de la desterritorialización: del "fin de los territorios" a la multiterritorialidad. México: Siglo Veintiuno Editores. 2011.
- Regional-Global: dilemas da região e da regionalização na Geografia contemporânea.  Rio de Janeiro: Bertrand Brasil. 2010. ISBN 978-85-286-1445-9
- Regional-Global: dilemas de la región y de la regionalización en la Geografía contemporánea. Buenos Aires: CLACSO e Editorial de la Facultad de Filosofía y Letras UBA; Bogotá: Universidad Politécnica Nacional. 2019, Acesso em: https://www.clacso.org/regional-global/
- Viver no limite: território e multi/transterritorialidade em tempos de in-segurança e contenção. Rio de Janeiro: Bertrand Brasil. 2014. ISBN 978-85-286-1577-7
- Vivir en el límite: territorio y multi/transterritorialidad en tiempos de in-seguridad y contención. México: Siglo XXI Editores. 2020.
- Por Amor aos Lugares. Rio de Janeiro: Bertrand Brasil. 2017.
- Travessias. Rio de Janeiro: Consequência. 2020.
- Território e descolonialidade: sobre o giro (multi)territorial/de(s)colonial na "América Latina". Buenos Aires: CLACSO e Niterói: PPGeo UFF.
- Livros em coautoria ou como organizador
- Com Igor Moreira (coautor): Espaco e Sociedade No Rio Grande do Sul. Porto Alegre: Mercado Aberto. 1982.
- Com Bertha Becker e Carmen Silveira (org.) Abordagens Políticas da Espacialidade. Rio de Janeiro: Universidade Federal do Rio de Janeiro, 1983.
- Com Ester Limonad e Ruy Moreira (orgs.): Brasil - Século XXI: por uma nova regionalização? Agentes, processos e escalas. São Paulo: Max Limonad.
- Com Carlos Walter Porto-Gonçalves (coautor). A nova desordem mundial. São Paulo: Editora UNESP, 2006.
- Com Frederico de Araújo (org.): Identidades Territoriais: questões e olhares contemporâneos. Rio de Janeiro: Access, 2007.
- Com Perla Zusman et al. (org.): Geografías Culturales: aproximaciones, intersecciones y desafíos. Buenos Aires: Editorial de la Facultad de Filosofía y Letras-UBA. 2011.
- Com Sergio Nunes Pereira e Guilherme Ribeiro (org.): Vidal, Vidais: textos de Geografia Humana, Regional e Política. Rio de Janeiro: Bertrand Brasil. 2012.
- Com Fania Fridman (org.): Escritos sobre Espaço e História. Rio de Janeiro: Garamond, 2014.
- Artigos/capítulos de livro mais relevantes:
- Identidades territoriais.In: Zeny Rosendahl, Roberto Lobato Corrêa. Manifestações da cultura no espaço. Rio de Janeiro: Editora UERJ, 1999.
- Território e multiterritorialidade: um debate. Revista GEOgraphia n. 17 (v. 9), 2007. Acesso em: https://periodicos.uff.br/geographia/article/view/13531/0
- A global sense of place and multi-territoriality: notes for dialogue from a "peripheral" point of view. In: Featherstone, D. e Painter, J. (orgs.) Spatial Politics: essays for Doreen Massey. Oxford: Wiley-Blackwell. 2011.
- Cultural hibridism, identitary anthropophagy and transterritoriality. In: Roca, Z.; Claval, P. e Agnew, J. (orgs.) Landscapes, identities and development. Burlington: Ashgate. 2011